# Normal (azienda)
Normal è una catena danese di negozi a basso costo, specializzata principalmente nella vendita di prodotti alimentari a lunga conservazione e prodotti per la cura personale di marchi nazionali. È stata fondata da Torben Mouritsen e Bo Kristensen nel 2013, con il primo punto vendita aperto a Silkeborg, in Danimarca. I suoi mercati principali sono Danimarca, Francia, Norvegia, Finlandia e Svezia.

## Concept
I negozi Normal sono organizzati secondo un percorso a labirinto, che guida i clienti attraverso tutte le categorie di prodotti prima di tornare alle casse situate all'ingresso del negozio. Mouritsen definisce la catena come un ibrido tra un supermercato e un negozio di prodotti per la cura personale, anche se non è classificata come un vero supermercato.
Il concetto può essere paragonato a quello di altre catene danesi di negozi multimarca, come Flying Tiger e Søstrene Grene, che offrono anch’esse una vasta gamma di prodotti a prezzi accessibili e con un layout simile a labirinto. Tuttavia, Flying Tiger è più incentrata su articoli originali e gadget prodotti a marchio proprio, mentre Søstrene Grene si distingue per un maggiore focus sul design e sul branding legato allo stile di vita.
Secondo i fondatori, circa l’80% della clientela è composta da donne. Nel corso della storia della catena, il direttore della società Bestseller, Anders Holch Povlsen, ha investito così tanto nell’azienda da diventarne l’azionista di maggioranza, possedendo il 71,29% delle quote tramite la propria società d’investimento Heartland A/S.

## Distribuzione
Normal è presente in 9 mercati, con oltre 850 negozi:
- Danimarca
- Finlandia
- Francia
- Italia
- Norvegia
- Paesi Bassi
- Portogallo
- Spagna
- Svezia